# Tiberius Claudius Caesar Germanicus Gemellus
 (mars 2014).
Si vous disposez d'ouvrages ou d'articles de référence ou si vous connaissez des sites web de qualité traitant du thème abordé ici, merci de compléter l'article en donnant les références utiles à sa vérifiabilité et en les liant à la section « Notes et références ».
Tiberius Claudius Cæsar Germanicus Gemellus ou Germanicus Gemellus (10 octobre 19-23) est le fils de Drusus et Livilla, petit-fils de Tibère, et cousin de Caligula.

## Biographie
Gemellus est un surnom signifiant jumeau, son frère jumeau Tiberius Julius Cæsar Nero Gemellus meurt en 37.
Le père de Tiberius Claudius Cæsar Germanicus Gemellus meurt mystérieusement lorsqu'il a quatre ans. Beaucoup suspectent un empoisonnement par Séjan, amant de sa mère. Livilla sera condamnée à mourir de faim en 31, accusée de fomenter un complot avec Séjan pour renverser Tibère avec un fort soupçon qu'elle avait aidé auparavant son amant à empoisonner son mari.